# Puchar Kopenhagi w boksie
Puchar Kopenhagi w boksie (ang. Copenhagen Boxing Cup) − międzynarodowy, amatorski turniej bokserski rozgrywany corocznie od roku 1980. W tym turnieju zawodnicy z całego świata rywalizują w kilkunastu kategoriach wagowych. Od 1980 do 2006 odbyło się 26. edycji bokserskiego pucharu Kopenhagi.